# إليك جونسون
إليك جونسون (30 مارس 1944 في المملكة المتحدة - ) (بالإنجليزية: Alec Johnson)‏ هو لاعب كريكت بريطاني. لعب مع نادي مقاطعة دورهام للكريكت ‏ ونادي مقاطعة نوتنغهامشير للكريكت ‏ والمقاطعات الوطنية للكريكيت الإنجليزي والويلزي ‏ وNorthumberland County Cricket Club ‏.

## وصلات خارجية
- إليك جونسون على موقع إي آس بي آن كريك إنفو (الإنجليزية)